# Алексеев, Виктор Ильич
Ви́ктор Ильи́ч Алексе́ев (27 августа 1914, Санкт-Петербург — 12 июля 1977, Ленинград) — советский легкоатлет и тренер.
Заслуженный мастер спорта (1942), заслуженный тренер СССР (1956, знак № 1). Выступал за Ленинград — спортивные общества «Рекорд», «Зенит» (с 193.).
6-кратный чемпион СССР в метании копья и метании гранаты (1936—1948).

## Биография
В 1936—1948 годах Виктор Алексеев был одним из сильнейших метателей копья в СССР: он 5 раз выигрывал чемпионат СССР, 6 раз улучшал рекорд СССР, безраздельно владея им (его последний рекорд был побит в 1950 году). Его результаты 4 раза попадали в десятки лучших результатов сезона в мире (1940, 1945—1947). Его тренером был Анатолий Решетников.
Одновременно он занимался тренерской работой. В 1937 году окончил Высшую школу тренеров при Государственном институте физической культуры им. П. Ф. Лесгафта. Но ещё до этого, в 1936 году создал при ДСО «Зенит» детскую спортивную школу; уже в 1930-е годы его ученики становились рекордсменами СССР среди юниоров.
Во время Великой Отечественной войны Алексеев остался в блокадном Ленинграде. Он стал инструктором Всевобуча — обучал бойцов рукопашному бою, метанию гранаты, бегу на лыжах и т. д.; был участником движения «спортсменов-тысячников» — спортсменов, взявшихся обучить не менее тысячи бойцов. 18 июня 1942 года Алексееву в числе 22 спортсменов (в числе которых было 5 ленинградцев) «за выдающуюся общественную и педагогическую деятельность в деле подготовки резервов для Красной Армии и Военно-морского Флота и отличные спортивные достижения» было присвоено звание «заслуженный мастер спорта».
В 1942 году в тяжёлом состоянии Алексеев был эвакуирован из Ленинграда в Пятигорск. Там он увидел 14-летнюю Наталью Дятлову, которая, переехав после войны в Ленинград, под фамилией Смирницкая стала первой его ученицей, добившейся международных успехов — в 1949 году она стала рекордсменкой мира.
В 1948 году Школа высшего спортивного мастерства ДСО «Зенит» получила официальный статус, и Алексеев ушёл из большого спорта, полностью посвятив себя работе тренера. Его ученики завоевали 8 золотых олимпийских медалей и 12 золотых медалей чемпионатов Европы. В 1970 году по его инициативе построен новый спорткомплекс школы.
Умер в 1977 году во время тренировки. Похоронен на Богословском кладбище в Санкт-Петербурге.

## Спортивные достижения
|       | Метание копья | Метание копья | Метание гранаты             | Метание гранаты             |
| Место | Результат     | Место         | Результат                   |                             |
| ----- | ------------- | ------------- | --------------------------- | --------------------------- |
| 1936  | чемпион       | 60,66 м       |                             |                             |
| 1937  | 3-е место     | 58,76 м       |                             |                             |
| 1938  |               |               |                             |                             |
| 1939  | чемпион       | 62,45 м       |                             |                             |
| 1940  | чемпион       | 62,68 м       |                             |                             |
| 1943  |               |               |                             |                             |
| 1944  |               |               |                             |                             |
| 1945  | чемпион       | 64,08 м       |                             |                             |
| 1946  |               |               | чемпион                     | 76,67 м                     |
| 1947  | 2-е место     | 61,64 м       | Соревнования не проводились | Соревнования не проводились |
| 1948  | чемпион       | 64,09 м       | Соревнования не проводились | Соревнования не проводились |

Рекорды СССР
```
метание копья      64,24            21.06.1936   
Ленинград

                   64,70             6.09.1936   
Ленинград

                   66,24            12.08.1939   
Харьков

                   67,88            30.09.1939   
Ленинград

                   69,65             9.09.1940   
Ленинград

                   69,68            24.09.1947   
Ленинград
```

## Тренер
Был тренером сборной СССР по лёгкой атлетике, в том числе на Олимпийских играх 1960—1976 годов.
Воспитанники, добившиеся успехов на международной арене
- Смирницкая, Наталья Васильевна — метание копья — чемпионка Европы 1950; установила 2 рекорда мира (1949).
- Зыбина, Галина Ивановна — толкание ядра — олимпийская чемпионка 1952, призёр 1956, 1964; чемпионка Европы 1954, призёр 1962, 1950 (метание копья), 1954 (метание диска); установила 8 рекордов мира (1952—1956).
- Тышкевич, Тамара Андреевна — толкание ядра — олимпийская чемпионка 1956; призёр ЧЕ 1954, 1958.
- Трусенёв, Владимир Иванович — метание диска — чемпион Европы 1962, призёр 1958; установил рекорд мира (1961).
- Пресс, Тамара Натановна — толкание ядра, метание диска — олимпийская чемпионка 1960, 1964 — дважды, призёр 1960; чемпионка Европы 1958, 1962 — дважды, призёр 1958; установила 11 рекордов мира (1959—1965).
- Пресс, Ирина Натановна — бег на 80 м с барьерами, пятиборье — олимпийская чемпионка 1960, 1964; установила 7 рекордов мира (1960—1965).
- Михайлов, Анатолий Аркадьевич — бег на 110 м с барьерами — призёр ОИ 1964; чемпион Европы 1962; призёр ЧЕ 1958.
- Данилова, Тамара Петровна — метание диска — чемпионка Европы 1969.
- Чижова, Надежда Владимировна — толкание ядра — олимпийская чемпионка 1972, призёр 1968, 1976; чемпионка Европы 1966, 1969, 1971, 1974; установила 8 рекордов мира (1968—1973).
- Барышников, Александр Георгиевич — толкание ядра — бронзовый призёр ОИ 1976 (после смерти Алексеева — серебряный призёр ОИ 1980); установил рекорд мира (1976); для него Алексеев изобрёл новую технику толкания ядра — метод «кругового маха».

## Награды
- орден Ленина (27.04.1957) — за успехи, достигнутые в деле развития массового физкультурного движения в стране, повышения мастерства советских спортсменов, и успешное выступление на международных соревнованиях
- орден Трудового Красного Знамени (5.10.1972)
- орден Дружбы народов (1976)
- Орден «Знак Почёта» (16.09.1960) — за успешные выступления в XVII летних и VIII зимних Олимпийских играх 1960 года, а также за выдающиеся спортивные достижения[5]
- золотая медаль Н. К. Крупской Академии педагогических наук СССР

## Память
Легкоатлетической школе и её спорткомплексу в 1980 году присвоено имя В. И. Алексеева; в школе установлен его бюст.
В память об Алексееве были открыты мемориальные доски (архитектор — В. С. Васильковский, скульптор А. А. Королюк):
- в 1982 году — на здании Школы высшего спортивного мастерства имени В. И. Алексеева (проспект Раевского, 16)[6];
- в 1990 году — на здании по улице Комсомола, 13, где Алексеев жил с 1914 по 1975 год[7].